# Witold Szuman

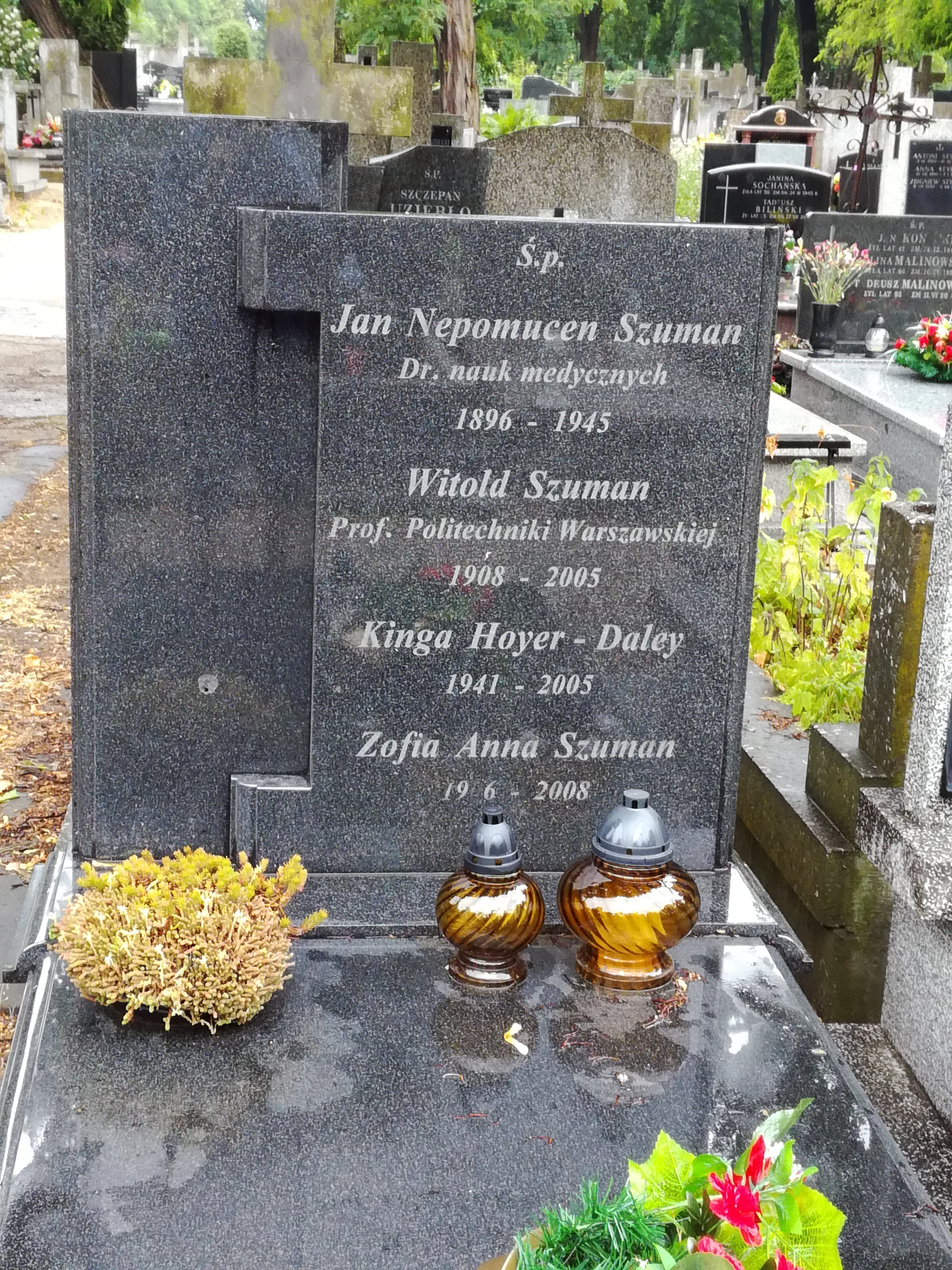
Grób rodzinny profesora Witolda Szumana na cmentarzu Bródnowskim

Witold Szuman (ur. 23 czerwca 1908 w Grodzisku, zm. 13 września 2005) – polski elektroenergetyk, docent, profesor magister inżynier Politechniki Warszawskiej.

## Życiorys
Urodził się 23 czerwca 1908 w Grodzisku, w rodzinie Jana Nepomucena (1862–1945), syna Henryka, i Anastazji z Pinowskich (ur. 1885). Ukończył Gimnazjum i Liceum im. Karola Marcinkowskiego w Poznaniu (1926), następnie Wyższą Szkołę Techniczną Wolnego Miasta Gdańska (niem. Technische Hochschule der Freien Stadt Danzig). Na tej uczelni był prezesem studenckiego Naukowego Koła Mechaników i Elektrotechników w pierwszej kadencji. 
Po powstaniu warszawskim trafił w 1944 do KZ-Außenlager Frankfurt am Main, będącego podobozem obozu koncentracyjnego Natzweiler-Struthof. Stamtąd w 1945 został ewakuowany do obozu koncentracyjnego Dachau. Z przymusowego pobytu i przymusowej pracy w Niemczech w grudniu 1945 spisał własnoręcznie 51-stronicowe sprawozdanie. Figuruje w rejestrze Polskiego Czerwonego Krzyża jako osoba prześladowana.
Powróciwszy do Polski, podjął pracę na Politechnice Warszawskiej. W 1947 był autorem analiz i jednego z kilku planów odbudowy ciepłowni i elektrociepłowni w stolicy dla Centralnego Zarządu Energetyki. Na uczelni został asystentem prof. Romana Podoskiego w Katedrze Kolejnictwa Elektrycznego i Napędów Elektrycznych. W roku akademickim 1946/47 był starszym asystentem przy Zakładzie Urządzeń Elektrycznych Politechniki. Najpóźniej w 1956 zatwierdzono wniosek o mianowanie Witolda Szumana na stanowisko docenta. Od października 1958 pełnił obowiązki prodziekana macierzystego Wydziału. W 1962 otrzymał funkcje: kierownika Katedry Elektrowni i Elektroenergetyki oraz kierownika Zakładu Elektrowni w tejże katedrze.
W latach 1960–1965 podjął obowiązki Sekretarza Naukowego Komitetu Elektrotechniki Polskiej Akademii Nauk.
Witold Szuman był członkiem Stowarzyszenia Elektryków Polskich. W Izbie Rzeczoznawców SEP kierował działem „Wytwarzanie Energii Elektrycznej”.
W 1965 otrzymał nominację profesorską. W 1966 wyjechał na kontrakt zagraniczny, a kierownictwo Katedry przejął od niego prof. Tadeusz Kahl. Wyjazd do Indii odbył się z ramienia UNESCO do Wyższej Szkoły Technicznej w Andra Pradesh. Następnie wyjechał do Afryki Zachodniej, na Wybrzeże Kości Słoniowej. W Abidżanie, w latach 1968–1972 był ekspertem ONZ przy Afrykańskim Banku Rozwoju.
Po reorganizacji uczelni polskich na struktury instytutowe zatrudniony był w Instytucie Elektroenergetyki Wydziału Elektrycznego Politechniki.
Od 1936 był mężem Zofii Anny z Żurkowskich (1906–2008), z którą mieszkał na Saskiej Kępie. Mieli córkę Kingę (1941–2005), primo voto Hoyer, secundo voto Daley - bizneswoman mieszkająca w Londynie, zmarła w Malezji.
Pochowany 22 września 2005 w grobie rodzinnym na cmentarzu Bródnowskim (kwatera 29G-1-30).

## Publikacje
- Witold Szuman, ilustr. Edward Hojnacki, Józef Grzeszczak, Podręcznik szofera, Wydawnictwo Słowo Polskie 1945[36].
- Witold Szuman, Elektrownie cieplne, Trzaska, Evert i Michalski, Warszawa 1951 (Biblioteka Techniczna tom 12.).
- praca zbiorowa, Poradnik Inżyniera Elektryka, Trzaska, Evert i Michalski, Warszawa 1951[37].
- Witold Szuman, Urządzenia pomocnicze elektrowni cieplnych. T. 1 Rurociągi i pompy, Państwowe Wydawnictwa Techniczne, Warszawa 1954.
- Witold Szuman, Urządzenia pomocnicze elektrowni cieplnych. T. 2 Urządzenia pomocnicze obiegów roboczych, Państwowe Wydawnictwa Techniczne, Warszawa 1955.
- Witold Szuman, Elektrociepłownie i sieci cieplne: Skrypty dla Szkół Wyższych – Politechnika Warszawska, Państwowe Wydawnictwo Naukowe, 1958[38].
- Witold Szuman i inni (oprac.), Perspektywy i warunki wprowadzenia energetyki jądrowej w Polsce, Polska Akademia Nauk Komitet Elektryfikacji Polski, Warszawa 1961.
- Witold Szuman, Urządzenia pomocnicze elektrowni parowych, Wydawnictwa Naukowo-Techniczne, Warszawa 1962.
- Witold Szuman, Elektrociepłownie i sieci cieplne, Państwowe Wydawnictwo Naukowe, Łódź 1963.
- Witold Szuman, Maszyny i urządzenia energetyczne, t. 1 i 2: Podręcznik dla technikum, Wydawnictwa Szkolne i Pedagogiczne, Warszawa 1986, 1988 (wyd. 3) ISBN 83-02-03785-0 (całość).

## Odznaczenia
- Medal 10-lecia Polski Ludowej (19 stycznia 1955)[39]
- Złota Odznaka honorowa „Za Zasługi dla Warszawy” (1963)[40]